# Au pays des jouets
Au pays des jouets o Conte de la grand-mère et Rêve de l'enfant, coneguda en anglès com A Grandmother's Story, és un curtmetratge mut francès de 1908 dirigit per Georges Méliès. Va ser venuda per la Star Film Company de Méliès i està numerada 1314–1325 als seus catàlegs.

## Sinopsi
Una àvia li llegeix a la seva néta un llibre abans d'anar a dormir afectuosament. Ella fa les seves oracions i s'adorm. De sobte, la nena veu aparèixer una fada en una creu i és convidada a passejar per un país de les meravelles infantil. La fada l'agafa de la mà i la guia per grans coves meravelloses. Finalment arriben a una gran plana on hi ha innombrables joguines que actuen de manera quasi humana. Després d'aquesta visita al país de les joguines, la fada porta la petita primer al regne del rei dels caramels on tot és fruita i dolços, després a un altre país on flors, arbres i falgueres, plantes penjades, bardisses i cèrcols, baixen el cap i somriuen i li fan senyal de continuar. La petita queda meravellada per aquestes esplendores però també cansada i s'asseu a descansar. S'adorm sense callar, continua meravellant-se en el seu mig son. L'àvia, escoltant la seva veu, s'acosta al seu costat, i la petita es troba de nou al llit.

## Producció
El nen de la pel·lícula és interpretat pel fill de Méliès, André Méliès, que aleshores tenia set anys. Els efectes especials de la pel·lícula inclouen maquinària escènica, escamoteig, exposició múltiple i fosa.
La pel·lícula completa tenia uns 243 metres (790 peus) de llarg, dels quals se sap que sobreviuen fragments; es presumeix que algunes escenes al mig de la pel·lícula són perdudes.